# Lycklama à Nijeholt

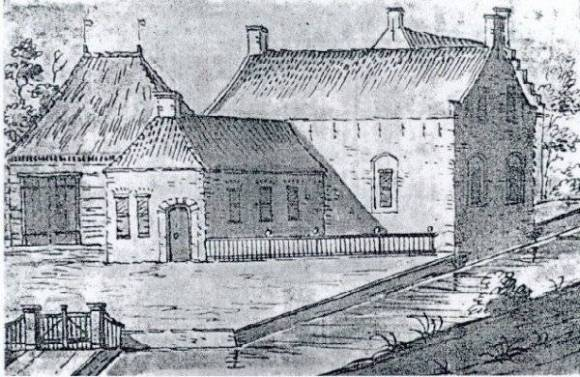
Das Feste Haus Friesburg in Nijeholtpade
Grafik von J. Stellingwerf, 1722

Lycklama à Nijeholt, auch Lycklama à Nyeholt, Lyclama van Nyeholt oder Lijcklama à Nijeholt genannt, ist der Name eines niederländischen Adelsgeschlechts, welches aus Friesland abstammte.
Der Namenszusatz des Geschlechts leitete sich aus dem von ihnen bewohnten Festen Hauses „Friesburg“ in Nijeholtpade (in der heutigen Gemeinde Weststellingwerf gelegen) ab. Stammherr war Lyckle Eables, er lebte Anfang des 16. Jahrhunderts in Steenwijk. Das Geschlecht Lycklama à Nijeholt stellte eine Anzahl diverser Grietmannen, hauptsächlich in West- und Ooststellingwerf. In neuerer Zeit entstammen der Familie auch einige niederländische Politiker. Die Lycklama à Nijeholt gehörten dem friesischen Adel an, und im Jahre 1814 wurden sie auch in den neuen niederländischen Adel aufgenommen. Sie erhielten das Adelsprädikat Jonkheer.

## Familienangehörige
- Lyckle Eables, Stammherr der Familie, Grietman von Stellingwerf (1512), Skoatterlân, Weststellingwerf (1517) und erblicher Grietman von Weststellingwerf (1524–1534)
- Marcus Lycklama à Nijeholt (1573–1625), Rechtswissenschaftler, Diplomat, Grietman von Oost- und Weststellingwerf, Mitglied in den niederländischen Generalstaaten
- Augustinus Lycklama à Nijeholt (1670–1744), Grietman von Ooststellingwerf, Besitzer des Lângoed Keningsbergen in Oldeholtpade
- Wilco Holdinga Lycklama à Nijeholt (1801–1872), Ratsherr in der Zweiten Kammer der niederländischen Generalstaaten, Grietman und später Bürgermeister von Utingeradeel
- Pieter Lycklama à Nijeholt (1842–1913), Bürgermeister von Leeuwarden und Rotterdam, Kommissar der Königin in der Provinz Overijssel
- Geertje Lycklama à Nijeholt (* 1938), Ratsherr der Zweiten Kammer